# Walchenseeberge
Die Walchenseeberge sind eine Gebirgsgruppe der Bayerischen Voralpen und somit Teil der nördlichen Kalkalpen.

## Geografie

### Umgrenzung
Im Osten werden die Walchenseeberge durch den Kochelsee, Kesselbergpass und Walchensee von der Benediktenwandgruppe abgegrenzt. Im Süden folgt die Trennung vom Estergebirge durch das Eschenlainetal und im Südwesten durch das Loisachtal von den Ammergauer Alpen. Im Nordosten befindet sich das Murnauer Moos. Im Norden geht das Gebirge in die Alpenvorland typische Moränenhügellandschaft der Würm-Kaltzeit über.
Die Walchenseeberge werden oft fälschlicherweise als Teil des Estergebirges angesehen.

### Gipfel
Die 10 höchsten Gipfel der Walchenseeberge:
| 1. | Heimgarten     | 1791 m |  | 6.  | Rauheck     | 1590 m |
| 2. | Herzogstand    | 1731 m |  | 7.  | Ölrain      | 1542 m |
| 3. | Martinskopf    | 1674 m |  | 8.  | Rotwandkopf | 1518 m |
| 4. | Hirschberg     | 1659 m |  | 9.  | Rauteckkopf | 1509 m |
| 5. | Fahrenbergkopf | 1627 m |  | 10. | Rauchköpfl  | 1508 m |

Weitere bekannte Gipfel:
- Rotwandköpfl (1502 m)
- Rötelstein (1395 m)
- Osterfeuerkopf (1368 m)
- Großer Illing (1313 m)

### Benachbarte Gebirgsgruppen
- Benediktenwandgruppe (Osten)
- Rauchenbergkette (Südosten)
- Estergebirge (Süden)
- Ammergauer Alpen (Südwesten)

## Tourismus
In den Walchenseebergen gibt es zwei bewirtschaftete, private Hütten. Die nur im Sommer geöffnete Heimgartenhütte kurz unterhalb des gleichnamigen Gipfels sowie das Berggasthaus Herzogstand auf dem Sattel zwischen Martinskopf und Fahrenbergkopf. Letztere ist ganzjährig geöffnet und besitzt bis zu 65 Übernachtungsmöglichkeiten.
Der Herzogstand ist zudem mit der Herzogstandbahn erschlossen, deren Bergstation sich auf dem Fahrenbergkopf, einem Nebengipfel des Herzogstandes befindet.

## Galerie

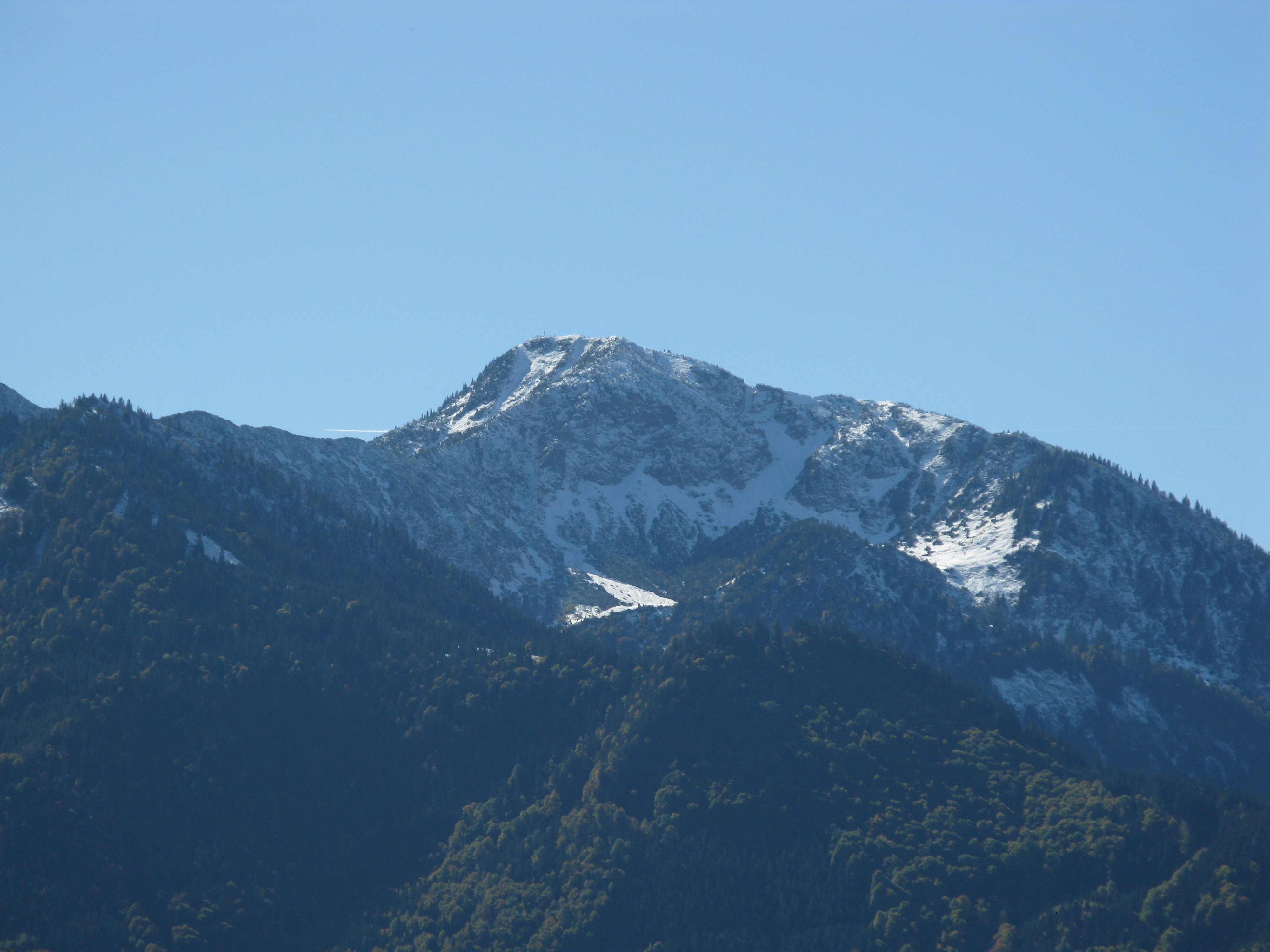
Der Heimgarten, höchster Berg der Walchenseeberge
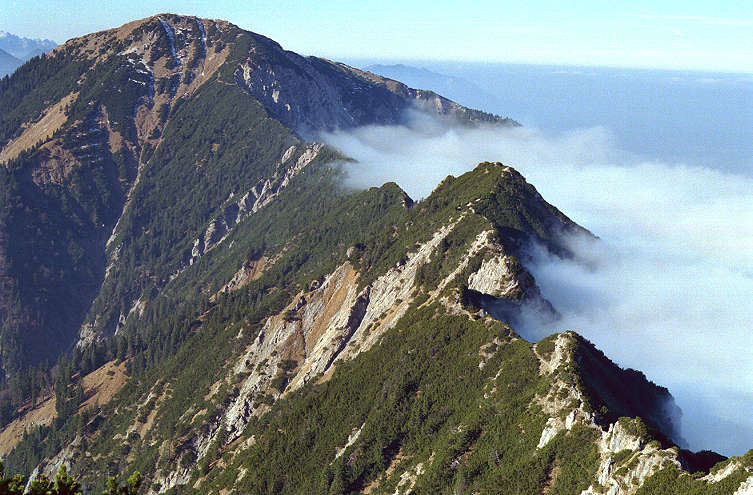
Der Heimgarten mit Grat zum Herzogstand
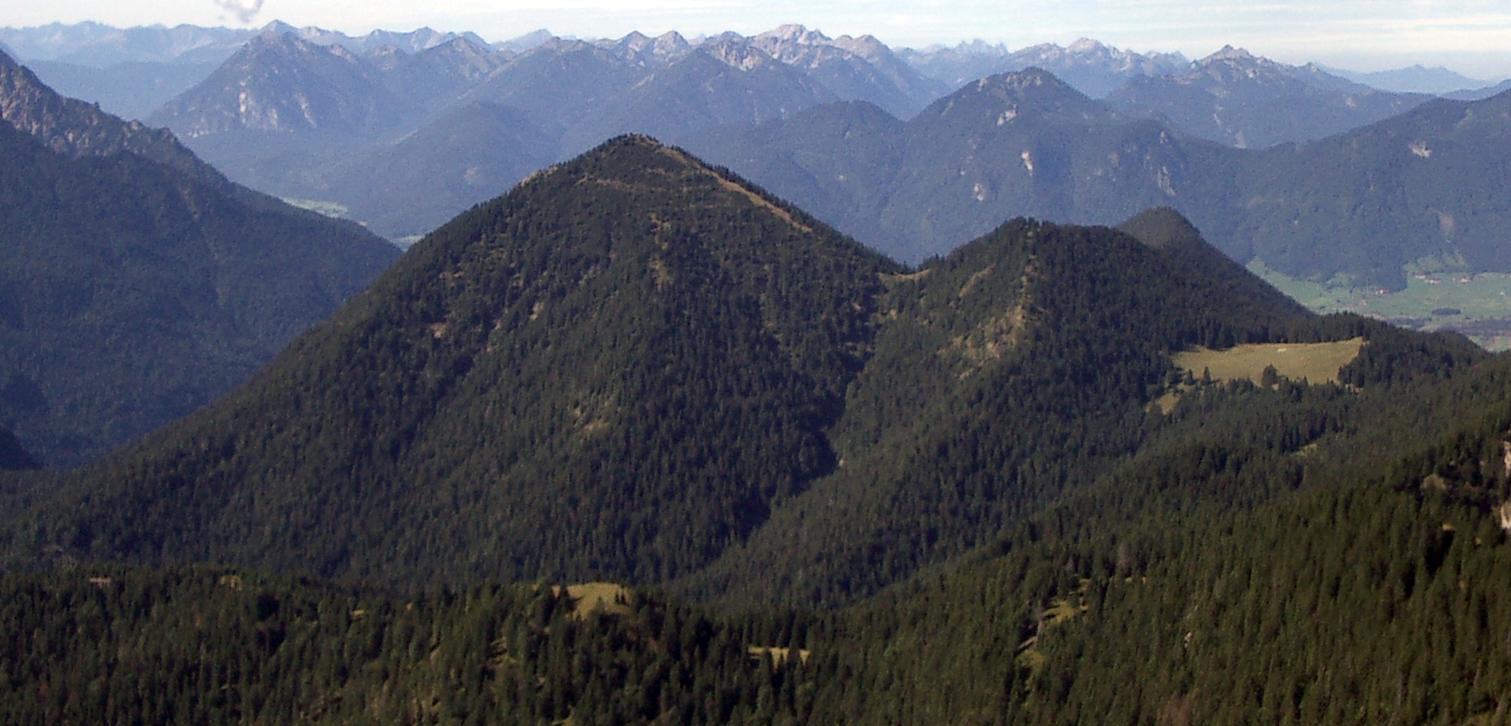
Der Hirschberg und Ölrain vom Heimgarten aus gesehen
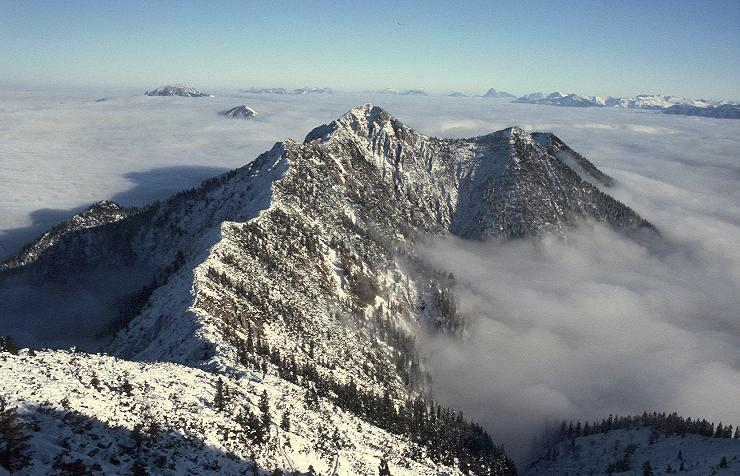
Herzogstand (links) und Martinskopf (rechts)